# Cross Fell
Cross Fell – szczyt w Górach Pennińskich (Wielka Brytania, Anglia) o wysokości 893 m, będący najwyższym szczytem tych gór i najwyższym szczytem Anglii poza Kraina Jezior.

## Charakterystyka
Rozległa góra dominuje nad doliną Eden w Kumbrii, tworząc zwornik północnej części Gór Pennińskich. Zachodnie stoki szczytu stromo opadają do doliny rzeki Eden.
Wierzchołek jest skalistym płaskowyżem, będącym częścią dwudziestokilometrowego pasma ciągnącego się z płn.-zach. na płd.-wsch., który łączy go z Little Dun Fell (842 m) i Great Dun Fell (849 m). Sąsiadujące wierzchołki tworzą gwałtownie wznoszące się zbocze nad doliną Edenu położoną na zachód, natomiast wschodnie zbocze na doliną rzeki Tyne jest łagodniejsze.
Ze szczytu dostępna jest dookolna panorama. Widoczne są m.in. Cheviot Hills (815 m n.p.m., 89 km stąd), Scafell Pike (978 m n.p.m., 54 km stąd) i Skiddaw (931 m n.p.m., 43 km stąd).

## Galeria

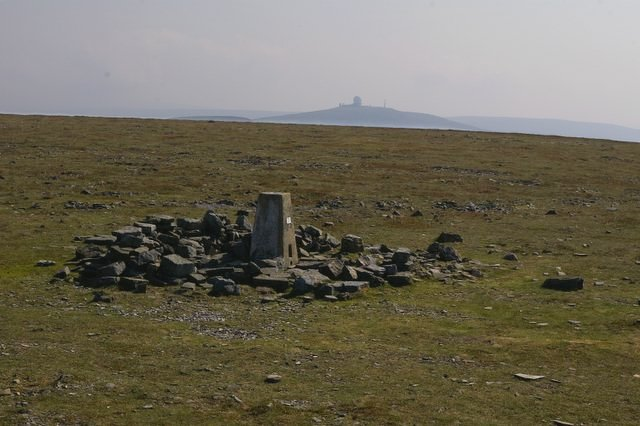
Wierzchołek (w tle Great Dun Fell)
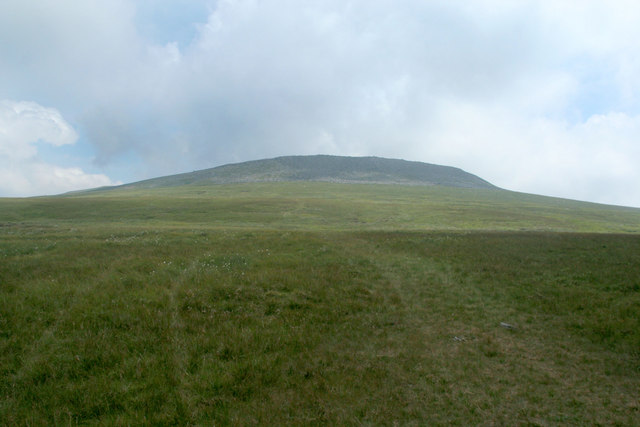
Widok na partię szczytową
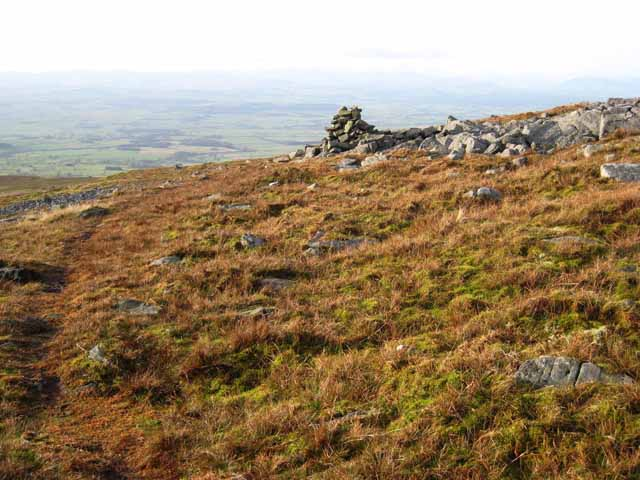
Ścieżka w partii szczytowej